# Воїн арете
«Воїн арете» (англ. Soldier of Arete) — науково-фентезійний роман американського письменника Джина Вулфа, що вийшов у видавництві Tor Booksref. Продовження роману «Воїн туману».
«Воїн міста» та «Воїн арете» був виданий у «Латро в тумані».

## Сюжет
Забудькуватий герой Вулфа Латро продовжує подорожувати по Стародавній Греції.